# KOKH-TV
KOKH-TV （チャンネル25）は、アメリカ・オクラホマ州オクラホマシティにあるテレビ局で、 FOXネットワークと提携している。シンクレア・ブロードキャスト・グループが独立放送局のKOCB （チャンネル34）と一緒に所有している。スタジオと送信所施設は、市の北東側のイースト・ウィルシャー・ブールバード（East Wilshire  Boulevard ）と78番街に同じ場所にある。

## 歴史

### 非営利教育放送局として
1958年7月25日、前任放送局の破産に関する審理が長引く中、リパブリック・テレビジョン・アンド・ラジオ・カンパニー（Republic Television and Radio Company）（割り当ての元の占有者であるABC系列のKTVQの所有者であり、1953年11月1日から、1955年12月15日に裁判所の命令により放送が終了されるまで運営されていた）は建設許可と免許をオクラホマ郡の独立学区第89号（現：オクラホマシティ公立学校）に寄贈した。連邦通信委員会（FCC）は、オクラホマシティのUHFチャンネル25の割り当てを民間放送の目的で予約したが、同学区は、非営利教育独立放送局として運営する許可を取得することを提案した。地区は、テレビ局に、88.9 FM（現：KYLV）の公共ラジオ局に当時割り当てられていたコールサインであるKOKH（放送地域免許を表す「OKlaHoma」）を使用するように要求した。
KOKH-TVは、1959年2月2日に開局した。元々、1956年4月13日にオクラホマ・エデュケーショナル・テレビジョン・オーソリティ（OETA）がオクラホマの最初の教育テレビ局として開局したナショナル・エデュケーショナル・テレビジョン系列のKETA-TV（チャンネル13、現：PBSメンバー局）の制作施設としても機能したオクラホマシティのメスタ・パーク地区（後に、クラッセン高等学校は、2019年8月に同地区がノースイースト30番街とケリー・アベニューにある同学校のキャンパスでノースイースト・アカデミーと統合するまで占有していた）にあるノース・エリソン・アベニューとノースウェスト17番街にある旧クラッセン高等学校の建物にある同地区の放送センター（Broadcasting Center）を拠点とするスタジオ施設で運営されていた。チャンネル25の番組は、元々月曜日から金曜日まで1日7時間、8:00から16:00まで放送されていたが、主に、大学の単位に起因するコース科目を提供したオクラホマ州教育局と協力して開発または取得した教育及び講義ベースのテレコース番組で構成されていた。年間を通じて（少なくともNET及びその後のPBSを通じてプライムタイムに）教育番組を提供していたKETAとは異なり、KOKHは学年度中にのみ番組を提供し、同地区の指定された夏休み期間中は放送業務を一時的に停止した。
1970年夏、KOKHは、3台のスタジオカメラ、2台のビデオテープレコーダー、2台のフィルムシステム、2台のスイッチャーを含むRCAカラー送信機器が同学区に寄付された後、オクラホマシティ市場でカラーで番組を送信する最後のテレビ局になった。その時までに、チャンネル25はスケジュールを1日9時間に拡大した（10:00〜18:00まで）。運営費により、1975〜1976年度の毎日の番組スケジュールが短縮され、スケジュールが1日6時間（10:00〜14:00）に短縮され、金曜日の番組編成が完全終了された。番組編成は1976〜1977年度から徐々に拡大し、午後半ばに2時間の教育番組を追加し、午後遅くにネットワーク外のシンジケートシリーズ（『ビーバーちゃんに任せて』、『ティミーとラッシー』、『鉄拳児アダム』、『マンスターズ』など）を追加して、9時間のスケジュールを再拡張した。1977年9月までに、科学とドキュメンタリーのシリーズと、閉局までのいくつかの成人教育番組で構成されるプライムタイム番組の提供を開始した。当時、放送日は1日13時間（9:00から22:00）に延長された。 また、歴史上初めて週末に運用を開始し、2年後に金曜日のスケジュールを再開し、土曜日と土曜日午前・正午の時間帯（8:00〜13:00まで）に限定された教育番組を開始した。

### 商用独立放送局として
1978年秋、オクラホマシティ公立学校はKOKH-TVを販売する意向を表明し、教師の給与を上げるためにテレビ局に注ぎ込んだお金を振り向けるつもりだった。同学区は、その決定のためにKOKHの運営費（年間平均30万ドル）を引用し、KOKHが学区にもたらした利益を上回っていると主張し、自局の老朽化した送信所と放送タワーを交換するために、マッチング資金で35万ドルを調達するのに苦労していた。内部調査によると、学区内の学校の教師は、授業の単位としてKOKHの教育番組を殆ど使用していなかった。オクラホマシティ公立学校の好意は、FCCによって商用利用のために正式に予約されていたUHFチャンネル25の割り当てを、リパブリック・テレビジョン・アンド・ラジオから許可を取得した時に非商用ステータスに再分類することを正式に要求したことがなかったという事実だった。オクラホマシティ地域もまた、商用独立局が現在実行可能に運営できるほどの人口に成長し、学区がKOKHライセンスを民間テレビ局の運営者に販売することを可能にした。1978年12月14日、ニューヨーク市を拠点とするジョン・ブレア&カンパニー（John Blair & Co.）はKOKH-TVライセンスを350万ドルで購入し、ブレアは、当時UHFチャンネル14の割り当てをめぐって競合していた、民間放送局のジ・アウトレット・カンパニーと非営利宗教放送ネットワークのトリニティ・ブロードキャスティング・ネットワーク（1981年3月にチャンネル14でKTBO-TVに開局する）の2つのグループを上回った。ブレアへの売却は1979年6月6日にFCCによって承認された。オクラホマシティ公立学校は指定された夏休み期間に定期的な授業を行っていたため、KOKHは夏の間は通常通り番組編成を中断したが、販売が完了すると、その期間は移管プロセス中に5週間延長された。
1979年10月1日、ブレアがチャンネル25の運用を正式に引き継いだ時、KOKHはオクラホマ州で最初の独立局である商用独立局に転換された（OETAの旗艦局であるKETA-TVは、同時にオクラホマシティで唯一の教育テレビ局になった）。商用独立局としての最初の放送は、朝6:00にKOKHの新しいフォーマットを開始する特別な30分の番組で、これに続いて、KOKH最初のエンターテインメント番組であるシンジケートされた子供向け番組『ニュー・ズー・レビュー』が放送された。UHFベースの独立系の典型的な一般的なエンターテインメント形式を採用し、最初はアニメ、クラシックシットコム、宗教番組、いくつかのスポーツ番組、NBC系列のKTVY（チャンネル4、現：KFOR-TV）、ABC系列のKOCO-TV（チャンネル5）、CBS系列のKWTV-DT（チャンネル9）によって先取された特定のネットワーク番組を組み合わせてローカルまたはシンジケート番組を放送した（KOKHが独立局として実施した先取されたネットワーク番組の中には、KOCOがニュースマガジンを深夜0:00以降の枠にプッシュして、22:00のニュースと短命のシンジケートトーク番組『スィック・オブ・ザ・ナイト』の買収後に既に放送されていたオフネットワークのシンジケートシットコムに対応しようとした後、メロドラマがCBSからNBCに移った後、1982年4月から1985年9月までKTVYが先取した『サーチ・フォー・トゥモロー』と、ABCが1983年9月から1985年2月まで生放送でKOKH-TVと契約した『ナイトライン』だった）。また、1979年から1986年にかけて、KOKHが「オクラホマで最も偉大な映画放送局（Oklahoma's Great[est] Movie Station）」としての地位を確立するまで、長編映画をスケジュールに大いに取り入れ、通常、1日4本（午後に2本、プライムタイムに1夜1〜2本）、月曜日から金曜日、週末に1日5〜6本の映画を上映した。
KOKHは、4週間後の同年10月28日、セラフィム・メディア（Seraphim Media）が同様の形式のKGMC-TV（チャンネル34、現：CW系列の姉妹局KOCB）を開局した時に競合他社を獲得した。これに続いて、1980年10月15日にゴールデン・ウエスト・ブロードキャスターズが、最初はサブスクリプションサービスのビデオ・エンターテインメント・アンリミテッド（Video Entertainment Unlimited、VEU）による夜間・週末午後の番組を特集していたKAUT（チャンネル43）を開局した（3週間後の11月3日、KAUTは、ローリングニュース形式と、平日の日中のシンジケートエンターテインメント番組の限られたスケジュールを追加した）。1980年5月、KOKHは、オクラホマシティ北東部のイースト・ウィルシャー・ブルバードとノースイースト78番街にある新しい22,000-平方フート (2,000 m2)のスタジオ施設に事業を移転し、送信所設備も、スタジオの建物に隣接して建設された1,620-フート (490 m)の送信タワーに移転された。1980年代初頭、KOKHは、8つの低電力UHF中継局（エルクシティ、ホリス、エリック、ストロングシティ、ウッドワード、ポンカシティ、アードモア）を開局し、オクラホマ州の西部3分の2と（クワナのリピーター経由で）テキサス州北西部全体に地上波放送範囲を拡大した。
オクラホマシティ市場の3つの独立系企業の中で最強の地位にあるため、1986年春、KOKHはニューズ・コーポレーションから、新進のフォックス放送のチャーター系列局になるように求められた。KOKH管理者は、FOXの最初の番組である『ザ・レイト・ショー・スターリング・ジョアン・リバーズ』を22:00に放映するというFOXのリクエスト（KOKHの2番目に予定されている夜の映画が通常進行中）により、プライムタイムの二本立て興行戦略が混乱したため、この提案を断った。同年7月25日、FoxはKAUT（当時はローリンズ・コミュニケーションズ（Rollins Communications）が所有）と同ネットワークのオクラホマシティの系列局として機能することで合意に達した。
1986年7月、ジョン・ブレア&カンパニーは、プライベートエクイティファームのリライアンス・キャピタル・グループから、グループの友好的な買収を開始するよう要請された。リライアンスは、ブレアが保有する普通株式の61％を1株あたり31ドルで取得し、残りの株式を1株あたり額面20.75ドルで15年間の社債と交換することを提案した。ブレアはまた、リライアンスの買収が完了するまで、未取得の各株式に1.50ドルの配当を支払うことを申し出た。ブレア&カンパニーは、マクファデン・ホールディングスが成人向けの出版物を所有していることについて企業株主が表明した相反するイデオロギー的懸念の中で、少数株主であるマクファデンによる敵対的買収を防ぐ提案を検討した（マクファデンは1985年のポルノ雑誌「チェリ（Cheri）」の売却による収益をブレアを完全に制御する）。同年11月5日、スペイン語ネットワークであるNetSpan（現：テレムンド）の拡大に焦点を当て、リライアンスの買収によって発生した債務を返済するための企業再編において、ブレア&カンパニーはKOKHを売却し、サリナスのNBC系列のKSBW-TV、カリフォルニア州サンルイスオビスポにあるKSBYはナッシュビルに拠点を置くジレット・コミュニケーションズを8,600万ドルで売却した。売却は同年12月30日にFCCの承認を受け、12月31日に完了した。その後、ジレットはバージニア州リッチモンドのFOX系列のWRLH-TV、ウィスコンシン州オークレアのNBC系列のWEAU-TV、ネブラスカ州グランドアイランドのサテライト局KGINと同様にリンカーンのCBS系列のKOLN、ミシガン州カラマズーのWWMTをブッセ・ブロードキャスト・コミュニケーションズ（Busse Broadcast Communications、ジレットの前社長のローレンス・A・ブッセ（Lawrence A. Busse）によって設立され、ジョージ・N・ジレット（George N. Gillett）の子供達が所有する信託会社として運営されている）に譲渡し、ジレットによるストーラー・コミュニケーションズの過半数の株式の購入に関連する所有権の問題に対処した。取引は1987年7月31日にFCCの承認を受け、8月27日に完了した。

#### パッパス・テレキャスティングへの売却を中止
当時、ニールセンのトップ40市場としては殆どランク付けされていなかったが、オクラホマシティ市場には、本質的に3つの独立局であったものをサポートするのに十分なテレビ視聴世帯が無く、それぞれのスケジュールを十分に満たすことができるシンジケーション市場での番組の供給もなかった。1988年夏、カリフォルニア州バイセイリアに本拠を置くパッパス・テレキャスティング・カンパニーズは、KOKHを購入するためにブッセとの契約を提案した。複雑な3000万ドルの資産譲渡提案により、パッパスはKGMCとKAUTの両方の番組編成インベントリ（チャンネル43のFOX所属権を含む）を取得し、取得した番組の多くをチャンネル25のスケジュールに統合し、オクラホマシティの支配的な独立者としての局のステータスを固めた。同時に、セラフィム・メディア（Seraphim Media）は、KGMCのライセンスと特定の知的資産をOETAに（二次PBSメンバー局に変換する目的で）100万ドルで寄付し、パッパスは局が所有する機器と資産をさらに100万ドルで取得する。ヘリテージ・メディア（ローリンズ・コミュニケーションズの子会社を通じて）は、KAUTを宗教放送局に順番に販売し、その放送局はその放送局を非営利の宗教形式に変換する。オクラホマ州知事のヘンリー・ベルモンは、OETAの取引への関与について懸念を表明し、オクラホマシティの2つ目の放送局を購入すると、州議会に、既存の局を現在の状態で適切に運用するための予算が限られていると報告した当局が州のネットワークとオクラホマシティの2番目の局への追加資金を絶えず要求することになると示唆した。
1988年8月17日、OETAは、その日付に設定された資金調達期限に先立って、パッパスは、会社がKOKHの購入を完了することを条件として、購入に100万ドルの寄付を提供することを申し出た後、KGMCを購入するFCC申請を提出しました。全米黒人メディア連合（National Black Media Coalition）は、FCCに取引を拒否するよう求める請願書を提出し、OETAはFCCポリシーに基づいてKGMC（投資家のアイヴァン・ボウスキーによる、同局の親会社の過半数の株式の妻への不適切な譲渡に関する調査の中心だった）を取得する資格がなく、ライセンスの取り消しに直面している放送局を、女性または少数派が率いるグループに市場価格の75％で販売することを許可していると主張した。KGMCの提案が同年9月にOETAの取締役会によって却下された後、セラフィム・メディアはKGMCを、パッパスが取得しない知的資産（送信所設備、スタジオ機器、ライセンスなど）の260万ドルを含む360万ドルでオハイオ州クリーブランドに本拠を置き、主に宗教とホーム・ショッピング・ネットワーク（HSN）番組の組み合わせに再び焦点を合わせるために、同局に焦点を合わせたものだったマドックス・ブロードキャスティング・コーポレーション（Maddox Broadcasting Corp.）に360万ドルで売却することを選択した。その後、同年11月1日、ヘリテージ・メディアは、KAUTをOETAに925万ドルの資産で売却すると発表し、パッパスは、KAUTの送信所施設をOETAに25年間リースし、年間1ドルの運営費と、買収が完了した場合はさらに100万ドルの寄付を行うことに同意した。
9月12日、パッパス・テレキャスティングは、ブッセからKOKHを900万ドルで購入し、さらに合計700万ドルの負債を引き受けると発表した。同社はまた、コールサインをKOKC-TVに変更することを計画した（KOKCコールは、1520 AMにニュース/トークラジオ局によって使用されるようになった）。OETAは、一部はスタートアップ助成金（KOCO-TV経営陣による75,000ドルの賞を含む）を通じてチャンネル43の転換に資金を提供することを計画していたが、KAUTの買収の試みを妨げる動きとして、オクラホマ州議会は、1990年度のOETAの資金を充当する法案に、「オクラホマシティで提案されている第2の教育テレビチャンネルの運営または資本的費用のために」国の資金を使用すること、及び民間の資金源から十分な資金を得られなかった場合に買収資金を調達するための追加資金を提案することを禁止する規定を組み込んだ。1989年1月下旬、ブッセの経営陣は、予定されていた同年1月31日の期限を超えて購入の完了期限を延長するというパッパスの要求を拒否した。ブッセがパッパスとの購入契約を正式に終了した時、取引全体は2月3日に失敗した。ちょうど3日前に、FCCはKGMCとKAUTのそれぞれの転送申請も却下した。

### FOX系列局として
1991年4月23日、ヘリテージ・メディアは、ブッセ・ブロードキャスト・コミュニケーションズからKOKH-TVを700万ドルで購入する意向を発表した。以前のパッパス提案の特定の要素を借用した取引では、ヘリテージによるチャンネル25の買収の承認を条件としていた取引により、KAUTのライセンス、送信機、主調整室機器がOETAに寄付され、残りのKAUTの資産を150万ドルで購入する2年間のオプションが与えられる。取引は同年6月27日にFCCの承認を受け、8月12日に完了した。ヘリテージが地元のFOX系列権と、契約でKAUTに属する取得した番組編成在庫の一部を譲渡することを選択した結果、チャンネル25はFOX系列局になり、1991年8月15日に「KOKH Fox 25」としてブランド化された。異動により、KOKHは30人の元KAUT従業員（KOKHの同じポストに任命されたチャンネル43のゼネラルマネージャーのハーラン・リームズ（Harlan Reams）を含む）を雇用し、KAUTに属する他の機器と知的財産を取得した。一方、ヘリテージ、OETA理事会（OETA Board of Directors）、OETA財団理事会（OETA Foundation Board of Trustees）、PBS、チルドレンズ・テレビジョン・ワークショップの経営陣の間で放送パイロットイニシアチブの下で、一部は民間の寄付で資金提供されたOETAは、チャンネル43を、PBS番組と、OETA州ネットワークから再利用された公共テレビシンジケーション市場から取得した番組、及びチャンネル43のスケジュール専用にOETAが取得した追加の子供向け、ライフスタイル、テレコース番組を組み合わせた教育形式に切り替えた（1992年1月にKTLCコールレターを採用したチャンネル43は、OETAがパラマウント・ステーションズ・グループに売却した後、1998年6月にUPN系列のKPSGとしてエンターテインメント形式に戻った）。
FOX系列局としての最初の2年間、KOKHは「事実上の」独立局としてプログラムされたが、同ネットワークが1986年10月に開始されてから数年間は多くのFOX加盟局があったほどではなかった（ネットワークがKAUTから切り離される11か月前の1990年9月、1987年春のプライムタイムに拡大してから土曜日と日曜日夜に番組を提供していたFOXはスケジュールを木曜日と金曜日の夜に拡大し、同ネットワークが追加の夜にプライムタイム番組編成を提供し始めるまで、系列に3夜の番組編成時間を残した）。それでも、FOXが毎晩番組を提供し始めるまで（火曜日と水曜日夜に番組を追加して）、1993年1月に、ネットワークがプライムタイム番組を提供しなかった夜7:00に映画を放映し続けた。しかし、成長するケーブルテレビ業界が局の映画コンテンツを取得する能力に影響を及ぼし始めたため、この期間中に徐々に映画への依存度が低下した。チャンネル25はまた、子供向け番組の在庫をネットワークのFox Kidsブロックに依存しているため、KOKHが放送した多くのシンジケートされた子供向け番組は、平日昼間と土曜日朝の時間帯の一部を、早朝の時間帯と朝と午後のネットワークブロックの周りに追いやられた。
1997年3月17日、ニューズ・コーポレーションはヘリテージ・メディアを13億5,000万ドルで購入すると発表した。1990年代を通じての同社の買収取引の殆どとは異なり、News CorporationはHeritageの放送事業には関心がなかったが、ニューズ・アメリカ・マーケティングのスマートソース・サンデー（SmartSource Sunday）新聞クーポンサーキュラーを補完するスーパーマーケット内マーケティングに特化したアクトメディア（ActMedia）部門に関心があった。ヘリテージの放送事業を引き受けることは、当時の個々のテレビ局の所有者にとって、ニューズ・コーポレーションが定義された35％の国内市場リーチを超えることになった（同社の子会社であるFOXテレビジョン・ステーションズは、FOXが22の直営局と、ニュー・ワールド・コミュニケーションズの買収を通じて最近買収した12の独立局を含む1つの独立局を運営していた）。

#### シンクレアの所有権
1997年7月16日、メリーランド州ハントバレーに拠点を置くシンクレア・ブロードキャスト・グループは、ニューズ・コーポレーションからヘリテージのテレビ局とラジオ局を6億3000万ドルで購入すると発表した。ただし、この取引により、シンクレアとヘリテージがそれぞれ複数の都市で運営しているテレビ局間で所有権の競合が発生し、その中には、1996年にシンクレアがスーペリア・コミュニケーションズ（Superior Communications）から買収したUPN系列のKOCBがある。当時、FCCは、放送局がどの市場でも複数の民間テレビ局を所有することを制限していたが、代理店は「事実上の」所有権などの契約をカウントしなかったため、シンクレアは他の市場で合法的に所有できない放送局を運営するためのローカルマーケティング契約（1991年にピッツバーグのFOX系列のWPGH-TVと独立局のWPTT（現：マイネットワークTV系列のWPNT）の間で仮想複占を形成することにより、テレビにもたらされた概念はラジオ業界に端を発している）を結んだ。1997年8月7日、アメリカ合衆国司法省のサンフランシスコ現地事務所が取引に関して提起した独占禁止法上の懸念に対処するために行われた一連の販売を通じて、シンクレアはチャンネル25をサリバン・ブロードキャスト・ホールディングス（Sullivan Broadcast Holdings）に6000万ドルで売却した。
サリバンがKOKHの購入を完了してから3日後の1998年2月4日、シンクレアはサリバンからチャンネル25を6000万ドルで購入するオプションを行使した（シンクレアは後にサリバンの他の13のテレビ局を同年2月24日に現金と負債で1億ドルで購入した。この個別の取引は、7月1日に完了した）。契約の条件の下で、シンクレアは、KOKHとサリバンが所有する他の3つのFOX系列局、サウスカロライナ州チャールストンのWTAT-TV、ウェストバージニア州チャールストンのWVAH-TV、オハイオ州デイトンのWRGT-TVを運営するために、会社が別個の事業体として保持したサリバンと時間仲介契約（TBA）を締結し、KOKHの運営責任を引き受けた。この取り決めにより、KOKHは、1998年1月にKOCBが系列局となった低格付けのWBネットワークの系列との仮想複占のジュニアパートナーになるという珍しい立場に置かれた（四大ネットワーク系列局は通常、中規模または小規模のネットワークの系列局が関与する殆どの仮想複占または合法複占のシニアパートナーとして機能する）。
1998年3月、シンクレアは、KOKH及びKOCBを含むTBAの権利を、後者のグループが行使する売却オプションに基づいて、 グレンケアン株式会社（Glencairn, Ltd.）に売却する意向を発表した。シンクレアの創設者であるジュリアン・シンクレア・スミスの家族は、2年後に元シンクレア幹部であったエドウィン・エドワーズの創設者で元大統領からグレンケアンの完全な支配権を握る未亡人のキャロリン・スミスが率い、KOKH/KOCBの運用は、当時のFCC規則に違反して事実上複占されたグレンケアンの株式の97％を所有していた。グレンケアンは、購入のためにシンクレアの株で支払われることになっていたが、シンクレアが地元のマーケティング契約に基づいて運営している全米に11のテレビ局を所有していた。これにより、ジェシー・ジャクソン率いる公民権団体であるレインボー/プッシュは、FCCに取引の承認を拒否するよう求める申し立てを提出し、1つの市場で2つの放送ライセンスを保有している単一の会社に対する懸念を引用し、グレンケアンはグレンケアンの主な所有者でもあった少数株主の会社であるエドワーズは、アフリカ系アメリカ人であり、シンクレアの腕として行動し、LMAを使用して局の支配権を獲得した。KWTVの所有者であるグリフィン・テレビジョンの子会社であるケリー・インターナショナル・ライセンシング（Kelley International Licensing）も、同様の理由で苦情を申し立てた。
1999年11月17日、シンクレアは、800万ドル相当の全株式購入で5つのグレンケアン所有局（サンアントニオのWB系列のKRRT（現：CW系列のKMYS）、ミルウォーキーのWVTV（現：CW系列）、サウスカロライナ州アンダーソンにあるUPN系列のWBSC-TV（現：マイネットワークTV系列のWMYA-TV）、ローリー-ダーラムのWRDC（現：マイネットワークTV系列）、バーミンガムのWABM（現：マイネットワークTV系列））の買収に加えて、他の4つの放送局（ミッション・ブロードキャスティングが所有するUPN系列のナッシュビルのWUXP-TV（現：マイネットワークTV系列）とノースカロライナ州グリーンズボロのWUPN-TV（現：マイネットワークTV系列のWMYV）、モンテシト・ブロードキャスト・グループが所有するラスベガスの独立局KFBT（現：CW系列のKVCW））を含む5,320万ドルの現金及び債務免除の買収の一環として、サリバン・ブロードキャスティング（Sullivan Broadcasting）からKOKHを直接買収する契約を再構築した。グレンケアンの取引は、2001年7月23日のシンクレアの要請によりFCCによって却下された。サリバン所有局のシンクレアへの売却は、同年12月10日にFCCによって承認され、12月14日に完了した結果、KOKHとKOCBは、オクラホマシティ市場で最初の合法的なテレビ複占になった。サリバンの購入を承認することを決議したが、FCCは、政府機関の地方所有権規則に違反してグレンケアンを支配したという理由で、シンクレアに対して40,000ドルの罰金を科した。しかし、コロンビア特別区巡回区控訴裁判所による2003年の判決で指摘されているように、KOKHに関する問題はやや議論の余地があり、1999年8月5日、FCCは、複占が形成された後も8つの独立した所有者が市場に残り、プロパティの1つが市場の最も評価の高い4局にランクされないという条件で、KOKHがテレビ局間で複占を形成できるようにし始めた。その後、KOCBは、ノースイースト85番街（イースト・ブリットン・ロードとノース・イースタン・アベニューの近く）にあった元のスタジオから、KOKHのウィルシャーブールバード施設（旧KOCBビルの南南西oneマイル (1.6 km)）に事業を移転した。
1998年4月、NBC系列のKTENがABC及びFOXとの二次提携を解除した後、オクラホマ州中南部のケーブルプロバイダーで広く利用可能だったKOKHは、アードモアやデュラントの都市を含む、シャーマン-エイダメディア市場のオクラホマ側のデフォルトのFOX系列になった（市場のテキサス側のケーブル加入者は、ダラス-フォートワースの直営局で、同ネットワークと当時のKDFW所有者であるニュー・ワールドとの提携契約を通じて1995年7月にFOXに切り替えた元CBS系列局のKDFWを介してFOX番組編成を受け取った）。シャーマン-エイダ市場には、独占的な提携を維持するのに十分な商用テレビ局がなかったため、FOXは、CBS系列のKXIIがネットワークと提携しているデジタルサブチャンネルを立ち上げた2006年9月まで、その地域の地上波系列を取り戻すことはなかった。
1990年代後半、KOKHはアニメやクラシックシットコムの運営への依存を減らし、トーク番組、リアリティシリーズ、裁判番組をさらに獲得し始めた。最近のシットコムはスケジュールの一部として残っていたが、これらは徐々に早期アクセスと夜間の時間帯に追いやられていた。FOXが2001年12月にFox Kidsの平日のラインナップを終了した後、KOKHは子供向け番組ブロックの残りの土曜日朝のラインナップを放送し続けた（2002年9月にFoxBoxとして再始動され、その後2005年9月に4キッズTVとしてブランド名が変更された。FOXは、ネットワークがタイムリースパートナーの4キッズエンタテインメントとの契約の更新を拒否したため、2008年12月にスケジュール内で子供向け番組の提供を停止した）。平日10:00から17:00までのスケジュールは、その後、シンジケートされた裁判番組（『離婚裁判所』、『ジャッジ・マティス』、『ザ・ピープルズ・コート』など）に主に焦点を合わせ始めた。このジャンルへの依存は、KOKHが2006年～2007年シーズン中にシンジケートで利用可能な全ての裁判番組を放映する程度に達した。2002年9月、KOKHは「Fox 25」のブランドを強調せず、放送上のプロモーションで「Fox Oklahoma City」または「Oklahoma City's Fox」として口頭で識別することを選択した（ただし、チャンネル25でのKOKHの地上波位置を参照する既存のロゴは保持されている）。2006年に「Fox 25」ブランドをフルタイムで使用するようになった。2012年3月5日、KOKHとKOCBは、オクラホマシティ市場で6番目と7番目（そして最後）のテレビ局となり、シンジケート番組と地元のコマーシャル（ステーションプロモーションを含む）を高解像度で送信し始めた。

#### FOXの所属の喪失を回避、スタンダード・メディアへの販売を中止
2017年5月8日、シンクレアは、2013年12月からKFOR-TVと独立局KAUT-TVを所有していたトリビューン・メディアを39億ドルで買収する契約を締結し、さらにTribuneが27億ドルの債務を引き受けた。シンクレアとトリビューンはそれぞれオクラホマシティ市場に2つのテレビ局を所有しており、KFORとKOKHは、どちらも1日の視聴者数で市場で最も評価の高い4つの放送局にランクされているため、FCCのローカル所有権規則に準拠するために、企業はKOKHまたはKFOR（及びオプションでKOCBとKAUT）のいずれかを別の放送局所有者に販売する必要があった。同年8月2日、21世紀フォックスがFOXテレビジョン・ステーションズ部門とイオン・メディアがそれぞれの局を、FOXの番組は26のシンクレア所有局からシンクレアとトリビューンの放送局が競合する市場のイオン所有局にシフトされる合弁事業に寄付する契約を提案していることが報じられた。最初の取引では、シンクレアの既存の系列38局とトリビューンのFOX系列14局（ネットワークの全国系列リーチの28％を含み、大部分は上位50市場に基づいている）が統合されたため、この提案は、シンクレアに買収を放棄するよう圧力をかけるか、または2017年末に失効するように設定された提携契約を更新する代わりに、関係する特定のFOX所有局を売却することを強制することにより、将来の契約交渉でグループの逆報酬レバレッジを制限する戦術と見なされた。FOXとの提携を維持する可能性は、2017年10月に、イオンが再送信の同意ではなく、KOKHのメインフィードにのみ適用され、FOXがイオン直営局のKOPX-TV（チャンネル62）及び他のイオン所有局のデジタルサブチャンネルと提携できるようにする3年間必携のステータスを持つようにKOKHを選択した時にいくらか増加した。
2018年4月24日、司法省の承認を得るために、特定の放送局を独立及び関連するサードパーティ企業の両方に売却することを提案したトリビューン買収の修正案で、シンクレアはKOKH-TVと、他のシンクレアが運営するWRLH-TV、デモインのKDSM-TV、スクラントン-ウィルクスバリのWOLF-TV（LMAパートナーのWSWBとWQMYと共に）、グリーンズボロ-ウィンストン・セーラム-ハイポイントのWXLV-TV、ハリスバーグのトリビューン所有のWPMT、グランドラピッズのWXMIの8局をスタンダード・メディア・グループ（プライベートエクイティ会社のスタンダード・ゼネラルによって設立された独立した放送持株会社で、前述の放送局の所有権を引き継ぎ、所有権の競合を解消する）に4億4,110万ドルでで売却すると発表した。トリビューンの購入が完了すると、シンクレアはKOCBの所有権を保持し、KAUT-TVとの仮想複占案の一部としてKFOR-TVとの新しい法的複占を形成することになった。ただし、シンクレアは、売却完了後6か月間、暫定サービス契約に基づいてKOCBとKOKHを共同で運営し続けていたはずである（単一の市場で2つ以上のフルパワーステーションの共有を禁止するFCC規則に準拠するために、関連会社のハワード・スターク・ホールディングスに750,000ドルで売却され、シンクレアと共有サービスおよび共同販売契約を締結することになった）。
2018年8月9日、トリビューンは、特定の紛争物件の売却申請におけるシンクレアの率直さに関する「深刻な懸念」の中で、FCCが行政法判事による取引の審査を受けることを決議してから1か月も経たないうちに、シンクレアの取引を終了すると発表した。同時に、シンクレアが規制問題についてFCCおよびDOJとの長期にわたる交渉に従事し、既に資産を保有している市場（KAUT-TVなど）での放送局の販売を拒否し、シンクレアのエグゼクティブチェアであるデイビッド・D・スミスと関係のある当事者に売却を提案したとして、デラウェア衡平法裁判所に契約違反訴訟を提起した。スタンダード・メディアによるKOHKと、トリビューン及びシンクレアが運営する他の6つのスピンオフ局の購入も、シンクレアとトリビューンの合併の完了を前提としていたため、事実上終了した（暫定的にKFORとKAUTの所有権を保持していたトリビューンは、後にその資産の殆どをネクスター・メディア・グループに売却することになる）。

## サブチャンネルの歴史

### KOKH-DT2
KOKH-DT2は、チャージ!系列のKOKH-TVの2番目のデジタルサブンチャンネルで、UHFデジタルチャネル24.2（または仮想チャンネル25.2）でワイドスクリーン標準画質で放送される。
2010年8月、シンクレアは、カントリー・ミュージック指向のデジタルサブチャンネルサービスであるザ・カントリー・ネットワーク（後に元の名前に戻る前に、ZUUSカントリー（ZUUS Country）に改名）とのグループ全体の提携契約に署名した。同年11月4日、KOKH-TVは、ザ・カントリー・ネットワークのアフィリエイトとして機能する仮想チャンネル25.2でデジタルサブチャンネルを開始した。ZUUSカントリーは、シンクレア・ブロードキャスト・グループとネットワークの親であるカッツ・ブロードキャスティングとの間のマルチステーション提携契約の一環として、2014年12月31日にグリットに置き換えられた。2017年2月28日、KOKH-DT2は、グリットから切り離され、シンクレアのMGMテレビジョンの合弁事業として所有されている映画に焦点を当てたアクションアドベンチャーネットワークである同様の形式のチャージ!のチャーターアウトレットになった。

### KOKH-DT3
KOKH-DT3は、スタジアム系列のKOKH-TVの3番目のデジタルサブチャンネルで、UHFデジタルチャンネル24.3（または仮想チャネル25.3）でワイドスクリーン標準画質で放送される。
2014年12月8日、KOKHは仮想チャンネル25.3で、WeatherNation TV系列局になったデジタルサブチャンネルを開始した。その後、サブチャネルはデジタルチャンネル219でコックス・コミュニケーションズによって伝送され始めた。2017年11月1日、サブチャンネルはスタジアムの系列になった（KOKH-DT3は、ネットワークの立ち上げ以来、一次フィードがインフォマーシャルサービスOnTV4Uに切り替わるまで、シンクレア-シルバー・チャリススポーツネットワークベンチャーのオクラホマシティ系列局として機能していたイーニドライセンスのKBZC-LD（チャンネル42）とスタジアムの提携を共有し続けた）。

## 番組
KOKH-TVは現在、FOXの番組スケジュール全体を放送しているが、一部のネットワーク番組を先取りして、必要に応じて長編ニュース速報や荒天報道を提供する場合がある。チャンネル25は、通常の深夜番組の代わりに、先取りされたFOX番組をテープ遅延で再放送することがあるが、近年、KOKHの担当者は視聴者に、FOX独自のストリーミングプラットフォーム（ウェブサイト、モバイルアプリ、Fox Nowストリーミングサービスなど）であるHulu、または最初の放映の翌日にケーブル/衛星ビデオオンデマンドサービスで視聴するように指示している。2016年9月10日から2021年10月9日まで、KOKHは、主にFOX加盟局にシンジケートされるスティーブ・ロトフェルド・プロダクションズが配信する教育番組ブロック『エクスプロレーション・ステーション』を搬送した。KOKHは、ブロックの最初の2時間は土曜日朝に放送され（FOXの『ウィークエンド・マーケットプレイス』インフォマーシャルブロックにつながる）、最後の1時間は日曜日朝に放送される（ブロックのクリアランスを、2016～2017年シーズンから2020～2021年シーズンまでのシンクレアのFOX系列に拡大するロットフェルドとの合意に先立って、個々の教育番組のディストリビューターとのシンクレアの既存のシンジケーション契約がKOKHが『エクスプロレーション・ステーション』を搬送することを妨げたため、ブロックは元々マイネットワークTV系列局のKSBI [チャンネル52]で2014年9月の初放送から2年間放映された）。
KOKH-TVが放送するシンジケート番組（2021年1月現在）には、 『ライブ・ウィズ・ケリー・アンド・ライアン』、『ウェンディ・ウィリアムズ・ショー』、『ザ・ピープルズ・コート（The People's Court）』、『離婚裁判所（Divorce Court）』、『TMZ』 、『モダン・ファミリー』、『ラスト・マン・スタンディング』、『チャーリー・シーンのハーパー★ボーイズ』、『となりのサインフェルド』、『ジャッジ・ジュディ』などがある。また、2015年10月5日に開始した、1時間のトーク・ライフスタイル番組『リビング・オクラホマ（Living Oklahoma）』を制作し、平日10:00に放送している。同番組は2021年現在、平日朝の特集リポーターであるマルコム・タブズ（Malcolm Tubbs）と交通リポーターのシェルビー・ラブ（Shelby Love、姉妹局KOCBの毎週のライフスタイル/ビジネスコーナーである『OKCW』も共同ホストを務める）がホストを務めた。
KOKHとKOCBは、2005年11月10日のPick 3とCash 5のゲームの最初の夜の抽選から始まり、オクラホマ・ロッテリーの旗艦局として機能した。オクラホマ・ロッテリーとの複占契約全体で、毎晩21:20に生放送され（21:00のニュースの「B」ブロックに続く）、KOCBで同時放送された生放送抽選は、KOKH/KOCBのウィルシャー・ブールバードスタジオから発信された（KOKHは、FOXスポーツの試合中継のオーバーランがプライムタイムのニュースを遅らせた夜に、テープ遅延に関する抽選を放送した）。ロッテリーの予算が削減される中、2009年6月30日に、以前の2つの元のオンラインゲームを乱数ジェネレーター構造に切り替えたため、Pick 3およびCash 5ゲームのテレビ放映は中止され、結果は宝くじのウェブサイトにのみ移動された（マルチステートのホット・ロトを含む全てのオクラホマ・ロッテリーゲームの当選番号の概要は、2013年末まで21:00のニュース放送中に引き続き表示され、それ以降、KOKHの朝と正午のニュース放送中に表示されるニュースティッカーを介して放送された）。2006年1月、オクラホマ州がマルチステートロッテリーの参加者になった際、KOKHは毎週水曜日と土曜日にパワーボールの抽選を放送し始めました。メガミリオンズの抽選は、以前はWGNアメリカ（現：NewsNation）を通じてのみオクラホマシティ市場で見られたが、2013年にパワーボールとメガミリオンズの生放送抽選の全国配信を中止したが、2011年1月にオクラホマ州がそのマルチステートロッテリーに参加すると、最終的に追加された。

### スポーツ番組
独立局として、1980年代初頭から中期にかけて、KOKHは地元で制作されシンジケートされたスポーツ試合をいくつか放送した。1980年代初頭から中期にかけて、「スタジオ25」制作ユニットを通じて、オクラホマシティで開催された厳選されたロデオコンペティション（ナショナル・ファイナルズ・ロデオを含む）も制作した。1983年8月、KOKHは、個々のチームの国内市場の外でシンジケートされたNFL（ナショナル・フットボール・リーグ）プレシーズンゲームを放送したアメリカ初のテレビ局になった（その年、ダラス・カウボーイズ、ワシントン・レッドスキンズ、カンザスシティ・チーフス、サンディエゴ・チャージャーズを含む試合中継を実施）、KOKHは1日遅れで放映した。
1983年10月、KOKHは、アンハイザー・ブッシュとカッツ・コミュニケーションズの合弁事業として設立されたスポーツシンジケーションサービスである「メトロスポーツ（MetroSports）」と、ビッグ・エイト・カンファレンス（1996年にビッグXIIに発展）からカレッジバスケットボールの試合を放送する地元のテレビの権利を取得することで合意した。1982年〜1983年シーズンを通じて、それぞれNBC系列のKTVYと独立局のKAUTによってゲームが行われていたオクラホマ・スーナーズとオクラホマステート・カウボーイズが関与する試合をテレビ放映するためのローカル権利をKOKHに与えたこのパッケージは、土曜日午後の試合と、NCAAディビジョンIバスケットボールシーズン中のプライムタイムの試合（放送予定の試合に応じて、火曜日または水曜日夜に開催される）で構成されていた。
KOKH-TVのスポーツ番組は2019年現在、主にFOXスポーツから提供されている。FOXがCBSからナショナル・フットボール・カンファレンス（NFC）の主要放送権を正式に引き継いだ1994年9月から、2020年1月まで、KOKHは、オクラホマシティ市場でダラス・カウボーイズのテレビパートナーを務め、レギュラーシーズン中に様々なチーム関連番組（『カウボーイズ・ポストゲーム・ショー（Cowboys Postgame Show）』、『スペシャル・エディション・ウィズ・ジェリー・ジョーンズ（Special Edition with Jerry Jones）』、ヘッドコーチの毎週の分析番組、『メイキング・オブ・ザ・ダラス・カウボーイズ・チアリーダーズ・カレンダー（Making of the Dallas Cowboys Cheerleaders Calendar）』やポストシーズンチームレビューなどのスペシャルを含む）の地元の権利を提供した。2014年以降、KOKHで行われるカウボーイズのゲームには、カンファレンス中の対戦相手が関与するFOXでテレビ放映されるゲームの実施に加えて、CBSが当初放映する予定だったアメリカン・フットボール・カンファレンス（AFC）の対戦相手に対する特定のクロスフレックスゲームが含まれる（チームのシンジケーションサービスとの複占の合意により、姉妹局KOCBは、FOXやNFLの他の放送及びケーブルパートナーによって放映されていないカウボーイズのシーズン前のゲームに対するローカル放送の権利も保持していた）。KFOR-TVは、2020年8月にカウボーイズのオクラホマシティの公式放送局としてKOKH/KOCBに取って代わった。
FOXがビッグ12カンファレンスの部分的な地上波権を引き継いだ2011年8月以来、KOKHは、KOCO-TV（ビッグ12の主要な地上波権利者であるABC経由）または地域スポーツケーブルネットワークであるFOXスポーツ・オクラホマによってローカルに搬送されていない、厳選されたスーナーズ及びカウボーイズのカレッジフットボールゲームを搬送した（暫定親会社であるウォルト・ディズニー・カンパニーから買収した他のFOXスポーツネットアウトレットと共に、2019年7月にシンクレアとダイアモンド・スポーツ・グループ（Diamond Sports Group）の合弁事業を通じてKOKHの姉妹資産になった）。スーナーズまたはカウボーイズの試合がチャンネル25で行われる週に、KOKHのスポーツ部門は、スケジュールされた試合の週のFOXのカレッジフットボールのスケジュールに応じて、スケジュールされたFoxのテレビ放送をラップするローカルのゲーム前または試合後の番組を制作する。

### ニュース運用
2017年9月現在、KOKHは、ローカルで制作されたニュース放送を毎週39時間半放送している（平日：7時間半、土・日曜日：1時間）。さらに、KOKHは、日曜日22:00に放送されるスポーツのハイライト・討論番組『Fox 25 Sports Sunday』（スポーツディレクターのマイロン・パットン（Myron Patton）、スポーツアンカーのカーティス・フィッツパトリック（Curtis Fitzpatrick）、WWLS-FM[98.1]ラジオホストのジム・トレーバーがホストを務める）を制作し、『Fox 25 News at 9:00』の最後の2つのコーナーで、毎晩放送される15分間のスポーツのまとめコーナー（単独番組として扱われる）もある。
KOKHの「StormWatch Weather」スタッフは、キュミュラス・メディアとのコンテンツ契約を通じて、地域の気象情報を提供し、地域に深刻な悪天候（竜巻警報など）が発生した場合は、WWLS-FM、KYIS（98.9 FM）、KATT-FM（100.5）、KKWD（104.9 FM）、KQOB（96.9 FM）、KWPN（640 AM）のキュミュラスのオクラホマシティラジオ群の長形式の悪天候報道の音声シミュレーションを提供する。ニュース放送は、KFOR、KOCO、KWTVのローカルニュースやネットワーク番組に次ぐ、同市場のニュース制作局の中で定期的に4番目に位置しているが、朝と21:00のニュースはKAUTのKFORが制作したニュース放送を上回る傾向がある。

### ニュース部門の歴史
KOKHのニュース番組は、1979年10月1日から商業独立局として再開され、当初はAP通信の配信ニュースとアンカーオンコールによって読み取られた短い天気予報で構成されている主に30秒間のニュースブリーフで構成され、昼間と夕方の番組の一部のコマーシャル放送中に1時間ごとに放送された。1980年9月22日、KOKHはニュースブリーフをより柔軟な形式で再構成し、いつでも定期的に放送を更新できるようにした。『Newstouch 25』と改名されたアップデートは、30秒～2分の長さで、最初は毎日7:30からクロージングまで翌0:30頃に放送された（後で1982年9月までに6:00から翌1:30に拡大）。ニュースブリーフの殆どは生放送されたが、一部の朝と深夜のアップデートは事前収録されていた。アンカーを務めている者の中には、ロニー・ケイ（1980年8月にKOKHに雇われて局の情報サービス部長を務めたWKY[930 AM]の元ラジオDJ）、マイク・マンデー（後に、現在は廃業した地元の家具/電化製品店「Sight and Sound」のピッチマンとして知られている）、カリィ・ロス、フェリシア・ファーガソン（1985年のミス・オクラホマのページェントの勝者）、ジャニス・ウォーキングスティック、ケリー・オグル（現：KWTVの夜のアンカー）がいた。
『Newstouch』のリニューアルから1988年まで、放送日の30分間に放送された2分間の天気予報『Weathertouch 25』も制作された。ロス・ディクソン（元KOCOおよび最終的なOETA気象学者）、ダン・サターフィールド、ケビン・フォアマン（後にKFOR-TVの気象学者）などの気象キャスターを起用したコーナーは、オクラホマ州で最初のカラーレーダースキャンコンバーターと衛星画像カラーライザー、ウィル・ロジャース・ワールド空港の国立気象局ターミナルドップラーからのライブレーダーデータを利用した。さらに、KOKHは、『ミート・ザ・メイヤー（Meet The Mayor）』（オクラホマシティ市長との話し合いと視聴者の質問を特集したインタビュー番組）、『ウーマン・トゥ・ウーマン（Woman to Woman）』（女性の問題についての議論を特集した）、『サンデーPM（Sunday PM）』（オクラホマシティの著名人、問題、イベントに焦点を当てた毎週のトークショー）など、いくつかの広報・インタビュー番組を制作した。ヘリテージ・メディアがKAUTのFOX系列、その他の番組プロパティ及び人員をKOKHに移管した結果、『サンデーPM』は7月28日の放送後に放送を終了し、ニュースと天気の更新は3日後の7月31日に終了し、1991年夏にニュース・広報番組は終了した。
『Newstouch 25』のアップデートの終了は、当時の社長兼ゼネラルマネージャーのハーラン・リームズ（Harlan Reams）の決定であり、4番目のニュースオペレーションは地元の三大ネットワーク系列局の確立されたニュース部門と競争できないと感じた（彼がKAUTを実行している間、そしてその前に、ウィチタで仲間のFOX系列局KSAS-TVを運営している間彼が持っていたスタンス）。リームズは1994年6月の「デイリー・オクラホマン」とのインタビューでこの立場を確認し、FOXが同年秋にナショナル・フットボール・カンファレンスのテレビ契約を引き継いだ後、その評価と収入が増える可能性があるとしても、KOKHは彼の監督下で定期的なニュース放送を提供しないだろうと述べた。KOKHは、FOXでの初期の頃、FOXのプライムタイムのラインナップ内でコマーシャル放送中に放映された『FOXニュースエクストラ（Fox News Extra）』コーナーの挿入物（ニューヨーク市の直営局WNYWが制作）を先取りし、代わりに局のプロモーションを選択した。しかし、1995年4月19日のアルフレッド・P・マラー連邦ビルの爆撃後の数か月間、ネットワークはケーブルニュースチャンネルと系列ビデオフィードの両方の立ち上げを計画していたため、FOXはKOKHの経営陣に本格的なニュース部門の開発を促した。約30の他の市場の主要なネットワーク局への所属をシャッフルしていたFOXが、要求を拒否した場合、その番組編成を市場の主要なネットワーク系列局の1つまたは別の自発的な民間放送局に移す可能性があることを懸念しているリームズは最終的に、1995年8月にニュース事業を構築し、プライムタイムのニュース放送を1996年の春の終わりに初公開することを求めている計画を認めて開始した。リームズ、彼の後継者であるスティーブン・ハーマン（Steven Herman）、ニュースディレクターのボブ・シャデル（Bob Schadel、1983年から1995年までKOCO-TVでアシスタントニュースディレクターを務めた）の協力を得て、ニュース放送は若い視聴者に法廷を開くために「FOXの態度」に一致するように構成されたが、地域の視聴者にアピールするために、より従来型のスタイル（センセーショナルなコンテンツを最小限に抑える）を導入した。
KOKHの現在のニュース部門は1996年5月27日に発足し、『The Nine O'Clock News』が初放送された（2000年11月に『Fox 25 Primetime News at Nine』と改名され、その後、2020年10月に『Fox 25 News at 9:00』と改名された）。元々は月曜日から金曜日まで30分間放送されていたが、最初はジャック・ボーエン（以前はKOCOとKWTVでアンカー任務を持っていたが、1995年11月に前者で2回目の任務を終了した）とバーンズフラット出身のキルステン・マッキンタイア（以前はウィチタフォールズのKAUZ-TVのアンカー/リポーター）がアンカーを務めていた（ボーエンとマッキンタイアは以前に、ニュース放送が開始される4ヶ月前の1996年2月27日にKOKHで放映された、マラービル爆撃の余波の間に最初の応答者によって記録された以前に制限された映像を示した30分スペシャル『グラウンド・ゼロ（Ground Zero）』を共同ホストを務めていた）。彼らには、気象キャスター代表のティム・ロス（彼の天気予報コーナーに風変わりなアプローチをもたらし、拡張予報グラフィックを「大胆不敵な5日間予報（Fearless 5-Day Forecast）」と名付けた）とスポーツディレクターのマイク・スティーリー（KAUZでスポーツディレクターを務めていたマッキンタイアの元同僚であり、KOKHに参加した後、WWLS[AM][現：KWPN]に移る前に、KEBC[1340 AM、現在はKGHM、KEBCコールは現在1560 AMに常駐]でスポーツトークホストとして働き続けた）が同行した。ヘリテージ・メディアとKOKHは、新しいニュース事業に100万ドル以上を投資した。KOKHはまた、ウィルシャー・ブールバード施設のメインの「スタジオ25」制作スタジオを、1996年から2015年にオマハのABC系列のKETVが使用した「NewsPlex」セットと同様のデザインの「ワーキングニュースルーム」セットに変換し、Avidの非線形インターネットベースの編集機器を組み込んで、この技術を使用したアメリカで最初の放送局の1つになった（KOKHは、2014年4月13日に、専用の気象センター、いくつかの大型ワイドスクリーンモニター、及びインタビュー、朝と『スポーツサンデー（Sports Sunday）』の放送に使用される多目的エリアを備えたデブリン・デザイン・グループ（Devlin Design Group）によって構築されたHD対応ニュースセットのデビューと共に、ニュース放送の制作を建物内の改装された制作段階に移す）。
市場初のプライムタイムのニュース番組として、KOKHは、KFOR、KOCO-TV、KWTVのネットワーク番組との競争があっても、21:00の時間枠で安定していた。ニュース放送の平日版は、1997年8月4日に1時間に拡張された（その時点から1998年9月までは、オンエアプロモーション、ニュース放送の開始、タレントバンパーでは『The Nine O'Clock News Hour』と呼ばれていた）。これに続いて、1999年9月12日に1時間の日曜日版が追加され（元々は、FOXが第51回プライムタイム・エミー賞を放映したため、その夜に短縮された30分遅れの放送としてデビューした）、1999年10月2日に初放送された1時間の土曜日版が追加された。ブラッド・ウィーリス（Brad Wheelis）とコリーン・オクイン（Colleen O'Quinn）は、当時の金曜日と土曜日版の共同アンカーを務めるために雇われた（2人は、契約更新条件に達しないため、2000年に退職した）。拡張前は、『The Nine O'Clock News』の1時間版は、重大な最新ニュースイベント（1997年6月13日のマラー爆撃共謀者ティモシー・マクベイの死刑判決など）を報道するためにのみ制作されていた。KFOR、KWTV、KOCOの35分間の22:00の番組の代替としての地位をさらに強固にするために、ニュースディレクターのヘンリー・チュー（1998年夏の終わりにシャデルに取って代わった）は、市場の他の遅いニュース放送で取り上げられているものよりも、毎晩の放送に組み込まれる国内および国際的なアイテムを含む記事の数を増やすように動いた。
しかし、時が経つにつれ、ニュース部門は、今日まで続く放送中のスタッフとの激しい交代を経験し始めた。より一般的なチャック・ベルに取って代わられたロスは、彼のスタイルが深刻な気象市場で機能しなかったことを理由に、1999年初めに解雇された。当時のスポーツリポーターのザック・クラインに代わったスティーリーは、1999年6月に、局の管理との創造的な意見の不一致と2つのスポーツ放送の仕事の難しさを理由にKOKHを辞任した。ボーエンとマッキンタイアは、2000年11月にボーエンがKOKHによって契約が更新されなかった後にKOKHを去るまで、共にアンカーを務め続けた。ニュース部門の売上高は非常に大きかったため、2000年には、KOKHは平日と週末のニュースに一時的にソロアンカーを使用し、ベルは週7日の気象コーナーを実施した。競合他社のKOCOの場合と同様に、KOKHが放送上のスタッフと経験したかなりの離職率は、パーソナリティの一部が市場に持っている不慣れにつながっている。
2002年後半、シンクレア・ブロードキャスト・グループは、グループのニュース制作局での夕方のニュース放送中に、中央放送の全国ニュース、スポーツ及び地域天気コーナーをローカルで制作されたニュースコーナーとともに組み込んだハイブリッドニュース番組形式である『ニュースセントラル』を開始する計画を発表した。2003年1月に『ニュースセントラル』が開始された際、金曜日と土曜日のニュース放送中の天気予報は、メリーランド州ハントバレーにあるシンクレア本社の1階の制作施設から制作され始めた。また、シンクレアの副社長（当時）のマーク・ハイマンによる1分間の保守的な政治解説コーナーである「ザ・ポイント（The Point）」（後に「ビハインド・ザ・ヘッドラインズ（Behind the Headlines）」）の放送も開始した。『ニュースセントラル』の挿入物が2003年3月31日版の9:00のニュースで毎日放送され始めた際、KOKHは、ローカルニュースコーナーを制作するために、ウィルシャー・ブールバードスタジオを拠点とするアンカー、リポーター、その他のニュース制作スタッフを維持し続けた。全ての天気とスポーツのコーナーは、シンクレア本社からフルタイムで制作された。それに応じて、KOKHの気象・スポーツのスタッフ（主任気象学者エイミー・ガードナー、週末夜の気象学者グレッグ・ウィットワース、スポーツディレクターのザック・クライン、スポーツアンカー/リポーターのアリ・バージェロンとマーク・ロスを含む）、及びニュース部門を持つ他の8人の制作スタッフが解雇された（ローカルのスポーツニュースのヘッドラインは、当番のニュースアンカーによって処理され始めた）。KOKHが確立された9:00枠の外でニュースを初めてプログラムしたのは、2004年2月2日、平日22:00のニュース『Fox 25 Late Edition』を初放送した時だった（現在、アメリカの3ダースを超えるFOX加盟局の1つであり、中部標準時の22:00の従来の遅いニュース時間枠でニュース番組を制作している）。2005年、KOKHは、様々な重罪の法執行機関が捜査中の指名手配犯を紹介した、土曜日21:00のニュースで放映された旧FOXシリーズ『アメリカズ・モスト・ウォンテッド』の形式に基づく週刊コーナー『オクラホマズ・モスト・ウォンテッド（Oklahoma's Most Wanted）』を開始させた。
同社のニュース事業における企業の削減により、シンクレアは2006年3月31日に『ニュースセントラル』部門を閉鎖した。削減の中でニュース部門を維持するためにベンチャーに参加した数少ない非三大ネットワーク系列局の1つであるKOKHは、『ニュースセントラル』の閉鎖を受けて、放送上のニューススタッフを拡大した。気象学者のスコット・パジェット（『ニュースセントラル』のスタッフとしてKOKHの気象コーナーを実施）とグレッグ・ウィットワース（1999年からアウトソーシングによる一時的解雇までKOKHで週末夜の気象学者を務めた）は、再起動した気象部門を指揮するために雇われた。KOKHのスポーツ部門は、マイロン・パットン（当時、WWLSラジオのホストであり、以前は1988年～1994年までKOCO-TVでスポーツアンカーを務め、現在はKOKHの放送上のニューススタッフの中で最も長く勤務しているメンバー）とリアム・マクヒューがスポーツアンカーとして採用された同年12月に再開された。KOKHは、12月4日21:45に15分間の日曜日夜のスポーツのまとめ番組として『Fox 25 Sports Sunday』を同時に開始した。（30分間のパネル分析番組として再フォーマットされ、2007年3月25日の22:00に移動した）。
ニュース番組は2007年4月9日の平日朝に延長され、『Fox 25 Morning News』（2017年1月28日に『Good Day OK』と改名）が6:00から9:00までの3時間放送として初放送され、その期間に以前に放映されていたインフォマーシャルやシンジケートされた子供向け番組に取って代わった（2010年1月4日の5:00に4時間が追加される）。地方と全国のニュース、最新の天気情報、ライフスタイルの特集を組み合わせてフォーマットされ、当初は気象学者のジェフ・ジョージ（2010年2月に主任気象学者として2019年現在昇進した後、夕方にシフトされた）と特集リポーターのローレン・リチャードソンとともに、ブレント・ウェーバー（後にFOXスポーツ・オクラホマでのオクラホマシティ・サンダーの試合のテレビ放送の副リポーターを務める）とアンジー・モックがアンカーを務めていた。この番組は、CBS系列が『ジ・アーリー・ショー』を完全にクリアするというCBSの要求に応じるために、2008年1月の7時台を終了したKWTVの『News 9 This Morning』が枠拡大してから10年後に開始し、7:00以降に放送される市場で最初の2番目の朝のローカルニュースだった。2011年1月31日、ニュース番組『Good Day Oklahoma』の9:00の延長で、ニュースの更新、討論、インタビュー、コミュニティイベント情報に焦点を当てた形式で開始した（2016年3月7日、KOKHがライフスタイル番組を元の10:00の時間枠から移動した時に、2015年9月21日にメインの『Fox 25 Morning News』の放送に統合された9:00の放送は『リビング・オクラホマ』に置き換えられた）。
2007年9月、平等雇用機会委員会（EEOC）は、フィリス・ウィリアムズ（1996年5月の現在のニュース運用の開始から2007年11月の彼女の退職までのKOKHでの任務から犯罪事件担当リポーターに転身）に代わってKOKHに対して人種・性別による差別訴訟を提起した。補償と懲罰的損害賠償を求めた訴訟は、ウィリアムズが同様の比較可能性の白人女性記者やさまざまな人種の男性記者よりも低い給与を支払われ、KOKH管理者は彼女が2005年にEEOCに差別の苦情を申し立ててから数ヶ月後まで彼女に新しい契約を提供しなかったと主張した。2011年3月に成立した和解により、KOKHの経営陣は、ウィリアムズに45,000ドルの損害賠償と追加の金銭的対価を与えた。2010年10月11日、チャンネル25は、スマートフォンやその他のモバイルデバイスでニュース速報や悪天候の報道を行い、ローカルニュース番組をストリーミングする最初のオクラホマシティエリア局になった。
2013年8月14日、KOKHは、オクラホマシティ市場全体で最後に残った英語の放送局となり、ニュース放送を高解像度で放送し始めました。2014年7月6日、オクラホマ州公共問題評議会によって制作された、州・国内の政治問題に焦点を当てた日曜日朝の討論番組『ザ・ミドル・グラウンド（The Middle Ground）』を開始させた。同番組は2015年4月に終了された。チャンネル25は、2014年9月1日に夕方のニュース放送を最初に開始し、月曜日から金曜日の17:00までの1時間のニュースを初放送し、その時間に従来放送されていたシットコムの再放送に取って代わった。2つの別々の30分番組として扱われ、放送の後半の30分にKFOR、KWTV、KOCOで放送される全国ネットワークニュース番組のローカル代替として機能するこの番組は、KOKHが2014年2月10日にウェブサイトで提供を開始したオンラインのみの5:00のニュースから発展した。2016年3月7日、『リビング・オクラホマ』の時間枠シフトと、その結果としての朝のニュースの5時間延長の削除と同時に、KOKHは1時間の正午のニュースを11:00に開始した。これは、1980年9月にKWTVの正午のニュースが11:00の放送として8ヶ月間の放送を終了して以来、オクラホマシティ市場でその時間枠で放送された最初のローカルニュース放送だった。

#### 著名な現在のスタッフ
- ジム・トレーバー - コメンテーター

#### 著名な元スタッフ
- ミッチ・イングリッシュ（英語版） - 朝の特集リポーター/代替気象学者/『リビング・オクラホマ（Living Oklahoma）』共同ホスト（2014年 - 2019年）
- リアム・マクヒュー（英語版） - スポーツアンカー（2007年 - 2009年、現在：ターナー・スポーツ（英語版））
- ジェシカ・ウィリー（英語版） - リポーター（1998年 - 2000年、現：ヒューストンのKTRK-TV）

## 技術情報

### サブチャンネル
デジタル信号は多重化されている。
| チャンネル | 解像度 | アスペクト比 | ショートネーム | 番組編成              |
| ---------- | ------ | ------------ | -------------- | --------------------- |
| 25.1       | 720p   | 16:9         | FOX            | メインKOKH-TV番組/FOX |
| 25.2       | 480i   | 16:9         | Charge         | チャージ!             |
| 25.3       | 480i   | 16:9         | Stadium        | スタジアム            |

### アナログからデジタルへの移行
KOKH-TVは、2009年2月17日に、 UHFチャンネル25を介したアナログ信号の通常の番組編成を中止し、連邦政府が義務付けたアナログからデジタルテレビへの移行を完了した。デジタル信号は、移行前のUHFチャンネル24に残り、PSIPを使用してKOKH-TVの仮想チャンネルをデジタルテレビ受信機に25として表示した。
SAFER法の一環として、KOKHは、全米放送事業者協会からの公共サービス広告のループを通じてデジタルテレビへの移行を視聴者に知らせるために、3月3日までアナログ信号を放送し続けた。

### ATSC3.0の展開
2020年10月8日、KOKHは、ローカルのNextGen TVホスト局のKAUT-TVの信号を介してATSC 3.0デジタル送信を開始した。KOKH/KOCBの複占は、同日に新しいATSC3.0標準を展開し、NBC系列のKFOR-TVと独立局のKAUT-TV（ネクスター・メディア・グループが所有）、及びABC系列のKOCO-TV（ハースト・テレビジョンが所有）の複占を伴うPearl NextGen TVコンソーシアムに関連する放送局が所有する5つのオクラホマシティ地域の放送局の1つだった。一次チャンネルを送信するのではなく、KOKHの指定された3.0フィードとしてKOKH-DT2を使用する3.0信号は、PSIPを使用してデジタルテレビ受信機でKOKHの仮想チャンネルを25.2として表示し、UHFデジタルチャンネル19.5003を介して送信し、次に、KOKHは、KAUT-DT2（UHFチャネル24.6で、仮想チャネル43.2に再マッピング）及びKAUT-DT3（UHFチャネル24.7で、仮想チャンネル43.3に再マッピング）のATSC1.0信号をホストする。

### 中継局
オクラホマシティ指定マーケットエリアを構成する34の郡全体の視聴者にリーチするために、KOKH-TVは、オクラホマ州西部の大部分を網羅し、全てPSIP仮想チャンネル25を使用して送信する9つの低電力デジタル中継局のネットワークを通じて地上波放送範囲を拡張し、放送信号の幅67.7マイル（109.0 km）の範囲を超えて番組を配信している。
| 放送局  | 放送地域免許      | チャンネル （デジタル） | 所有者                                                                                   | 初放送日 Template:Specify | 旧 コールサイン                                     | 旧チャンネル 番号                             | ERP （デジタル） | HAAT （デジタル） | 施設ID | 送信所の 座標                                                           |
| K22ID-D | アルバ/チェロキー | 22（UHF）               | ネクスター・メディア・グループ                                                           | 2007年                    | N/A                                                 | N/A                                           | 0.5 kW           | 538 m (1,765 ft)  | 167257 | 北緯36度47分6秒 西経98度33分35.2秒 / 北緯36.78500度 西経98.559778度     |
| K17MK-D | エルクシティ      | 17（UHF）               | オクラホマ・コミュニティ・テレビジョン有限責任会社（Oklahoma Community Television, LLC） | 2007年                    | K49KK-D（2007年 - 2018年）                          | デジタル: 49（UHF、2007年 - 2018年）          | 0.45 kW          | 403 m (1,322 ft)  | 168303 | 北緯35度21分25秒 西経99度16分9秒 / 北緯35.35694度 西経99.26917度        |
| K26ND-D | ホリス            | 26（UHF）               | オクラホマ・コミュニティ・テレビジョン有限責任会社                                       | 1999年                    | K44IW-D (2007–2018)                                 | デジタル: 44（UHF、2007年 - 2018年）          | 0.89 kW          | 397 m (1,302 ft)  | 168321 | 北緯34度44分30.2秒 西経99度48分31.4秒 / 北緯34.741722度 西経99.808722度 |
| K22BR-D | メイ              | 22（UHF）               | ネクスター・メディア・グループ                                                           | 1987年                    | K22BR（1987年 - 2010年）                            | N/A                                           | 0.54 kW          | 364 m (1,194 ft)  | 59849  | 北緯36度26分5秒 西経99度46分29秒 / 北緯36.43472度 西経99.77472度        |
| K16IR-D | セイヤー          | 16（UHF）               | オクラホマ・コミュニティ・テレビジョン有限責任会社                                       | 1982年                    | K62BQ (1982–2010)                                   | アナログ: 62（UHF、1982年 - 2010年）          | 0.43 kW          | 518 m (1,699 ft)  | 49676  | 北緯35度9分5秒 西経99度42分51秒 / 北緯35.15139度 西経99.71417度         |
| K23NH-D | セリング          | 23（UHF）               | ネクスター・メディア・グループ                                                           | 2007年                    | K19GZ-D (2007–2018)                                 | デジタル: 19（UHF、2007年 - 2018年）          | 0.5 kW           | 420 m (1,378 ft)  | 167252 | 北緯36度5分35秒 西経98度57分16秒 / 北緯36.09306度 西経98.95444度        |
| K33NV-D | ストロングシティ  | 33（UHF）               | オクラホマ・コミュニティ・テレビジョン有限責任会社                                       | 1982年                    | K42AG（1982年 - 2010年） K42AG-D（2010年 - 2018年） | アナログ/デジタル: 42（UHF、1982年 - 2018年） | 0.43 kW          | 617 m (2,024 ft)  | 49663  | 北緯35度46分58秒 西経99度35分14秒 / 北緯35.78278度 西経99.58722度       |
| K36IY-D | ウェザーフォード  | 36（UHF）               | オクラホマ・コミュニティ・テレビジョン有限責任会社                                       | 2007年                    | N/A                                                 | N/A                                           | 0.52 kW          | 314 m (1,030 ft)  | 168297 | 北緯35度29分29.1秒 西経98度43分55.2秒 / 北緯35.491417度 西経98.732000度 |
| K26IS-D | ウッドワード      | 26（UHF）               | ネクスター・メディア・グループ                                                           | 2007年                    | N/A                                                 | N/A                                           | 0.5 kW           | 498 m (1,634 ft)  | 167265 | 北緯36度33分55秒 西経99度16分40秒 / 北緯36.56528度 西経99.27778度       |

備考

1. 1 2 3 4  KOKHからの番組を中継するが、中継局はネクスター・メディア・グループ、NBC系列のKFOR-TV及び独立局のKAUT-TVの所有者によって直営されている。